# Obwód Gorlice Armii Krajowej
Obwód Gorlice Armii Krajowej – jednostka terytorialna Służby Zwycięstwu Polski, Związku Walki Zbrojnej i w końcu Armii Krajowej, podległa Inspektoratowi Nowy Sącz AK.

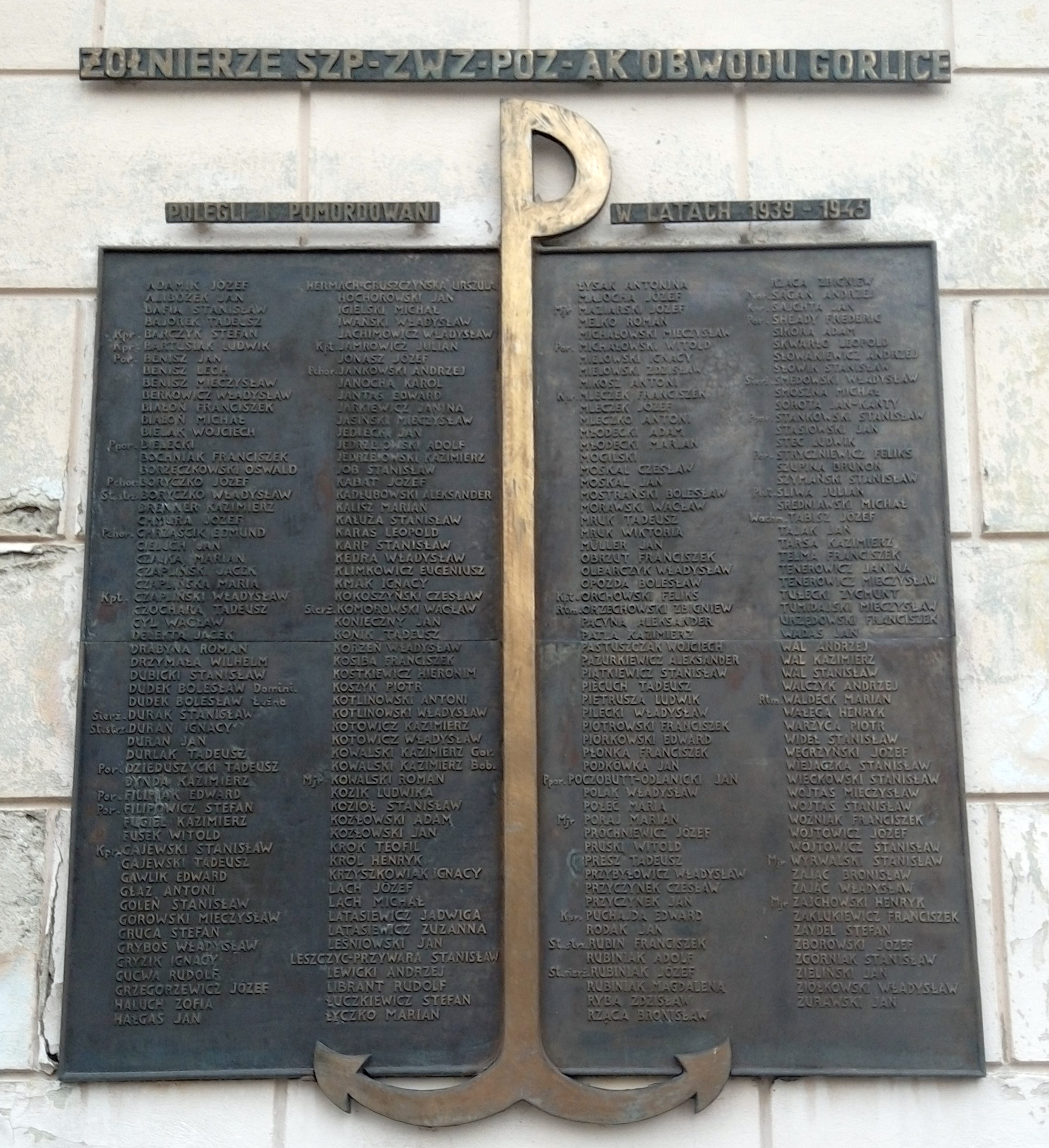
Tablica upamiętniająca żołnierzy ZWZ AK Obwodu Gorlice

## Organizacja obwodu i zmiany organizacyjne
Początkiem października 1939 r. po zakończeniu wojny obronnej w okolicznych miejscowościach powiatu gorlickiego rozpoczęły działalność organizacje konspiracyjne Służba Zwycięstwu Polski, Polska Organizacja Zbrojna, których celem była dalsza walka o niepodległość. W grudniu 1939 r. komendantem organizacji wojskowej w Gorlicach Związku Walki Zbrojnej o kryptonimie „Gawron” został mianowany oficer kawalerii rtm. Marian Waldeck ps. „Kątski”, vel Werner. Zastępcą komendanta został rtm. Zbigniew Orzechowski ps. „Dobrzański”, adiutantami komendanta zostali: Stanisława Groblewska ps. „Joanna” oraz pchor. Bolesław Koryga ps. „Orlik”, oficer propagandy pchor. Edmund Chrząścik, łączność zapewniał ks. Tadeusz Goik, który pełnił także funkcję kapelana. Wiosną 1941 r. Gestapo przeprowadziło aresztowania członków polskich organizacji niepodległościowych na terenie powiatu Gorlickiego. Aresztowano komendanta obwodu i kilku członków sztabu obwodu. W październiku 1941 r. kolejnym komendantem obwodu ZWZ o kryptonimie „Garnek” został mianowany kpt. artylerii Władysław Bandrowski ps. „Zbych”.
Od czerwca 1942 r. nastąpiły kolejne aresztowania dokonane przez niemiecką policję. Aresztowano komendanta obwodu Bandrowskiego, Zbigniewa Orzechowskiego oraz kilku członków sztabu. Nowym komendantem obwodu został Julian Krzewicki, który powołał nowy sztab obwodu, odtworzył struktury organizacji.
Obwód Gorlice AK w maju 1943 r. składał się z 10 placówek w miejscowościach: Gorlice, Biecz, Glinik Mariampolski, Stróże, Szymbark, Gródek, Kryg, Libusza, Rzepiennik Strzyżewski i Zagórzany. Stan osobowy obwodu liczył 811 żołnierzy, w tym 280 członków Polskiej Organizacji Zbrojnej, których przyjęto w ramach scalenia z Armią Krajową. Uzbrojenie stanowiły: 3 erkaemy, 42 karabiny, 27 pistoletów, 7 granatów, 170 butelek zapalających.
W organizacji działała także placówka komórka „wywiadu ochronnego” w Bobowej której komendantem był policjant Józef Laska ps. „Orlicz”. 
W lipcu 1943 r. na terenie Inspektoratu Gorlice został utworzony Oddział Partyzancki „Żbik”, który prowadził akcje dywersyjne przeciwko okupantowi niemieckiemu.
W ramach przygotowań do Akcji Burza w Okręgu Krakowskim AK utworzono 1 Pułk Strzelców Podhalańskich Armii Krajowej. W Obwodzie Gorlice AK utworzono III batalion, który wszedł w skład 1 Pułku Strzelców Podhalańskich. Dowódcą III batalionu został kpt. Mieczysław Przybylski ps. „Michał”. W skład batalionu weszli partyzanci z Oddziału Partyzanckiego „Żbik” oraz żołnierze z placówek terenowych obwodu. Batalion składał się z 198 żołnierzy 3 kompanii dowodzonych przez: ppor. Bolesława Korygę (7 kompania, 58 żołnierzy), por. Stanisława Siemka (8 kompania, 67 żołnierzy), por. Julian Zubek (9 kompania, 73 żołnierzy).

## Komendanci obwodu
- rtm. Marian Waldeck ps. „Kątski” (grudzień 1939 – lipiec 1941)[2],
- kpt. Władysław Bandrowski ps. „Zbych” (październik 1941 – listopad 1942)[5],[6],[7]
- kpt. Julian Krzewicki ps. „Kruk” (październik 1942 – lipiec 1943)[8],
- ppor. Wincenty Horodyński ps. „Wąż” (lipiec 1943 – wrzesień 1943)[9], od 1944 Wincenty Horodyński ps. „Kościesza” komendant Obwodu Murawa Armii Krajowej
- kpt. Mieczysław Przybylski ps. „Michał” (październik 1943 – styczeń 1945)[10].

## Obsada personalna obwodu
- Sztab obwodu: ppor. Wincenty Horodyński ps. „Wąż” (zastępca komendanta do października 1943)[d], por. Mieczysław Przybylski ps. „Michał” (wrzesień 1943 – styczeń 1945), Wilhelm Habela ps. „Biały” (oficer organizacyjny), Stanisław Stankowski ps. „Wicher” (oficer informacyjny),
- Referat kwatermistrzostwa – Jan Benisz ps. „Konopka”, Stanisława Groblewska ps. „Monika”[e],
- Referat łączności – pchor. Edmund Chrząścik (operator radiostacji), st. sierż. Józef Rubiniak ps. „Mirosław”,
- Referat Wojskowej Służby Kobiet – Urszula Gruszyńska-Hermachowa ps. „Irena” (do lipiec 1943r.),
- Referat Kedywu – Józef Plebańczyk ps. „Władysław”
- Referat Wojskowej Służby Ochrony Powstania (WSOP) – Jan Fereński ps. „Sęp”[f],
- Referat wywiadu – Jan Fereński ps. „Sęp”, Stanisława Groblewska ps. „Monika” (do 20 lutego 1944),
- Referat sanitarny – dr. Władysław Stieber ps. „Zator”, dr. Jan Rybnicki ps. „Grębski”, dr. Stanisław Jezierski ps. „Szymek”, „Szczepan”, „Rutkowski”[g],
- kapelan – ks. Tadeusz Goik[h],[11].